# Chengdu J-36
Le Chengdu J-36 (chinois :歼-36 ; pinyin : Jiān Sānliù) est une désignation spéculative donnée par les analystes militaires à un avion triréacteur sans queue (en) à ailes double-delta en diamant en cours de développement par la Chengdu Aircraft Corporation (CAC). Dans le cadre du programme de développement d'avions de sixième génération de la Chine l'avion furtif lourd est envisagé pour de multiples missions, notamment la supériorité aérienne, les frappes et le commandement et le contrôle (en) des opérations d'équipe d'avions.
Le 26 décembre 2024, un avion, vraisemblablement un J-36, est repéré lors de vols d'essai à Chengdu, dans le Sichuan, en Chine. Le numéro de série de l'appareil (36011) commençant par "36", conformément à la convention de l'Armée populaire de libération, ce modèle est vraisemblablement désigné J-36.